# Vasas-Belvárdi-vízfolyás
Vasas-Belvárdi-vízfolyás är ett vattendrag i Ungern.   Det ligger i provinsen Baranya, i den sydvästra delen av landet, 180 km söder om huvudstaden Budapest.